# Mercedes-Knight
Mercedes-Knight — легковые автомобили немецкой автомобилестроительной компании Daimler-Motoren-Gesellschaft, выпускавшиеся с 1910 по 1924 года. В ряду легковых автомобилей торговой марки Mercedes, выпущенных компанией до Первой мировой войны, модели Knight выделялись в особую серию. В качестве силовых агрегатов на данных автомобилях были установлены бесклапанные двигатели с золотниковым распределителем, восходящие к изобретению американского конструктора Чарльза Найта (1868—1940).

## История

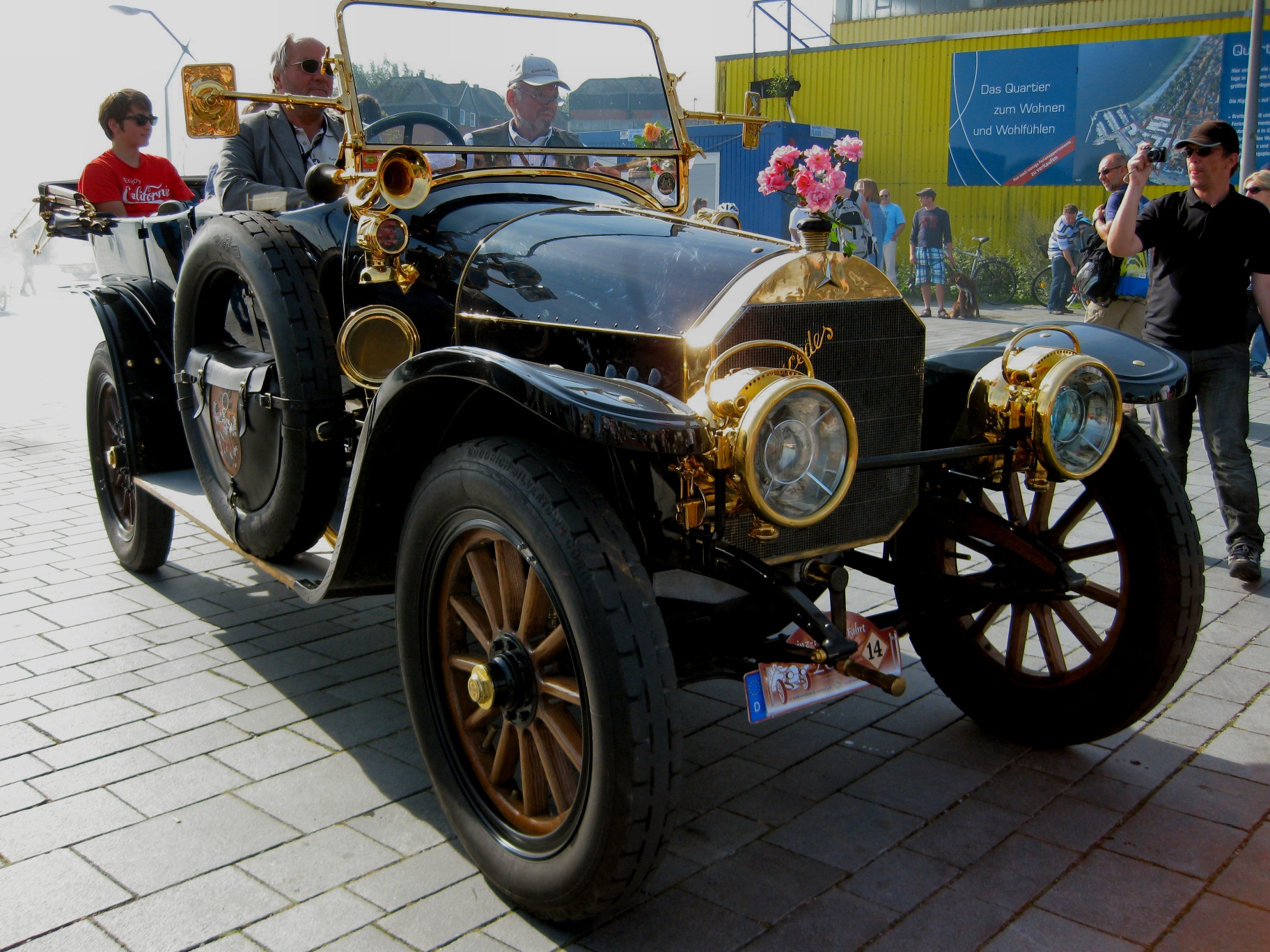
Mercedes-Knight 16/45 PS, 1912 года

В начале 1900-х годов американский инженер Чарльз Найт и предприниматель по фамилии Килборн разработали свой первый бесклапанный двигатель внутреннего сгорания, в котором использовались две чугунные гильзы на цилиндр, одна из которых скользила внутри другой. Экспериментальный силовой агрегат был построен в Оук-Парке, штат Иллинойс, в 1903 году. Исследования и модернизация конструкции продолжались до 1905 года, когда прототип прошёл строгие испытания в Элирии, штат Огайо. Рабочая версия была представлена в 1906 году на Чикагском автосалоне. Несмотря на множество преимуществ, инженеру так и не удалось найти американского автопроизводителя, желающего использовать его изобретение. Рассуждая, что популярные автомобилестроители Европы могли бы заинтересоваться его двигателем, Чарльз Найт уехал за границу. И его предположения оказались правильными. Контракт на использование силового агрегата подписали английская компания Daimler Motor Company, бельгийская Minerva и французская Panhard & Levassor. В Германии новинкой заинтересовалась фирма Готлиба Даймлера Daimler-Motoren-Gesellschaft.
После заключения предварительного контракта Пауль Даймлер, который в 1907 году занял пост главного инженера вместо Вильгельма Майбаха, в апреле 1909 года смог построить пробную серию из шести двигателей с золотниковыми распределителями. В марте 1910 года фирма DMG приобрела лицензию на производство двигателей Knight сроком на 10 лет. В декабре 1910 года на Парижском автосалоне была представлена первая модель легкового автомобиля с особым двигателем — Mercedes-Knight 16/40 PS Серийное производство модели с 4-литровым четырёхцилиндровым двигателем началось в начале 1911 года. После определённого успеха новых транспортных средств ещё две модели с 4-хцилиндровыми силовыми агрегатами, «10/30 PS» и «25/65 PS», поступили в производство в 1913 году.
В то время преимущества и недостатки конструкции двигателя Knight ещё находились в стадии обсуждения и выступали предметом споров как между автолюбителями, так и профессиональными инженерами. Неоспоримыми преимуществами силовых агрегатов стали плавность работы и шумоизоляция новой системы, которые были исключительными на тот момент. Более того, двигатели Knight явно лучше работали в диапазоне скоростей от 500 до 1500 об/мин, чем обычные моторы такого же размера. С другой стороны, двигатели с золотниковыми распределителями требовали много времени и ресурсов с точки зрения конструкции и технологии производства, а также повышенного внимания к условиям эксплуатации. Особенно важным моментом было правильное смазывание рабочих поверхностей цилиндра и поверхностей качения, что очень часто не гарантировалось смазками того времени. Данный аспект становился всё более проблематичным и ощутимым при работе двигателя на оборотах свыше 1600 в минуту, когда силовой агрегат уже не превосходил обычные двигатели даже с точки зрения удельной мощности.
Максимальный диапазон скорости автомобиля, который мог быть реализован при 1750 об/мин, ограничивался примерно до 80 км/ч, а это означало, что, по крайней мере, в долгосрочной перспективе потенциал развития и практическое использование двигателя Knight были ограничены.
В середине 1913 года модель «16/40 PS» была переименована, как и все другие продукты DMG, и получила новое обозначение — «16/45 PS». Весной 1924 года для соответствия фактической мощности двигателя модель снова была переименована, на этот раз получив название «16/50 PS». Начиная с лета 1924 года, данная версия легковых автомобилей оснащалась барабанными тормозами на всех четырёх колёсах.
После успехов модели два особых автомобиля Mercedes-Knight были доставлены кайзеру Вильгельму II.
На базе двигателей 10/30 PS с 1913 по 1918 года и 16/45 PS с 1920 по 1921 года компанией выпускались автомобили скорой помощи (Daimler Krankenwagen), которые продавались в основном на рынок Великобритании (отсюда и приставка Typ UK).
Несмотря на многие вопросы, касающиеся конструкции двигателей Knight, среди клиентов Daimler-Motoren-Gesellschaft присутствовали лояльные сторонники данных силовых агрегатов, что подтверждается количеством выпущенных автомобилей (более 5000 единиц), а также производственным периодом в 14 лет. Модели «10/30 PS» и «25/65 PS» выпускались только до 1915 года, после чего компания производила только 4-литровый вариант вплоть до 1924 года.

## Описание

### Двигатель

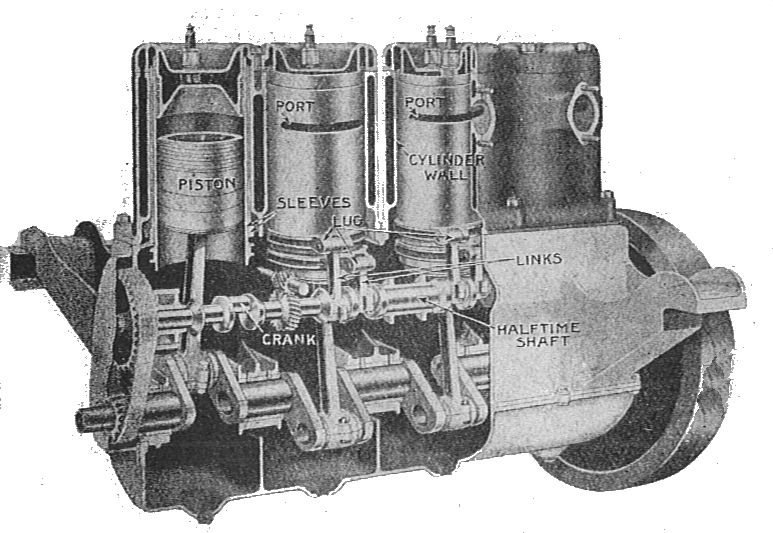
Двигатель Daimler-Knight

Силовой агрегат модели представлял собой четырёхтактный рядный четырёхцилиндровый двигатель внутреннего сгорания конструкции Найта рабочим объёмом от 2610 до 6330 см3, который устанавливался продольно в передней части автомобиля. Отличительной особенностью двигателя был тот факт, что за газораспределение отвечали не клапаны, а концентрическая пара подвижных гильз, вложенных в рабочий цилиндр, внутри которой двигался рабочий поршень. В движение гильзы приводили кривошипно-шатунный механизм и газораспределительный эксцентриковый вал, заменивший кулачковый. Очень крупные окна для впуска и выпуска и полусферические камеры сгорания, включённые в конструкцию Найта, позволили двигателю вырабатывать больше энергии на кубический дюйм по сравнению с обычными двигателями при работе агрегата в диапазоне от 500 до 1500 оборотов в минуту.
Система питания представляла собой один поршневой карбюратор. Мощность силовых агрегатов варьировалась в зависимости от модификации от 30 до 65 лошадиных сил, благодаря чему автомобиль мог развивать максимальную скорость от 70 до 85 км/ч. Топливный бак объёмом от 70 до 100 литров располагался в задней части кузова.

### Ходовая часть

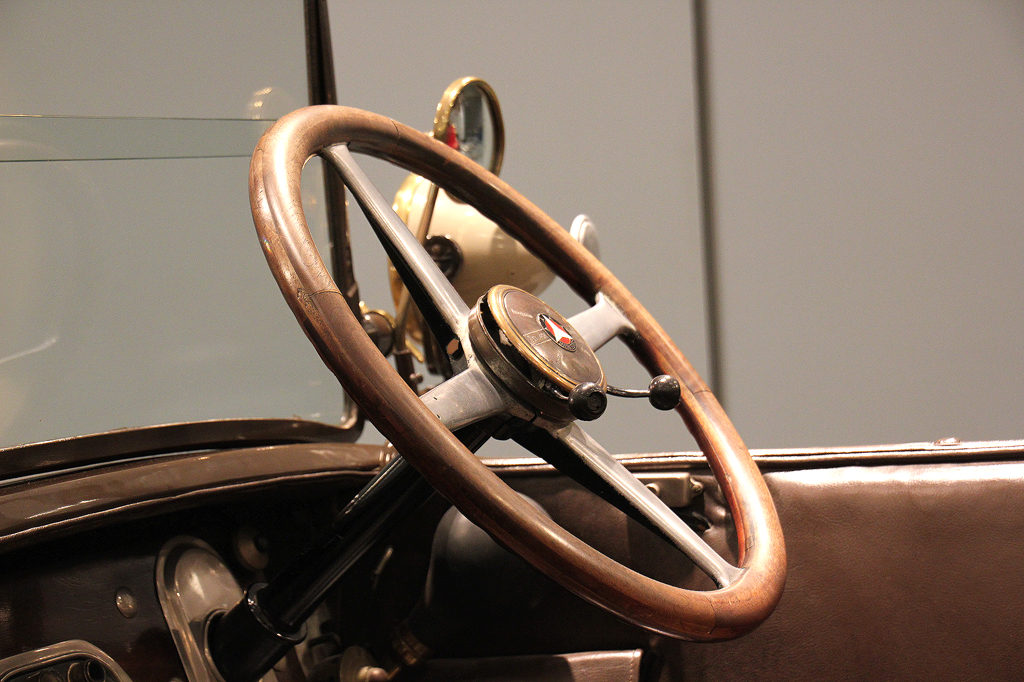
Рулевое колесо автомобиля

Шасси автомобиля состояло из стальной рамы с U-образным профилем. Передняя и задняя подвески представляли собой жёсткие оси с полуэллиптическими пружинами. Масса шасси моделей «10/30 PS» и «16/45 PS» составляла 1100—1200 килограмм и 1525 кг для версии «25/65 PS». Управление транспортным средством осуществлялось при помощи правостороннего рулевого колеса с червячно-гаечным механизмом. В рамках модели была реализована классическая переднемоторная заднеприводная компоновка. Мощность двигателя передавалась к задним колёсам при помощи 4-ступенчатой механической коробки передач с кожаной биконической муфтой.
Модель оснащалась ножным тормозом механического типа, действующим на приводной вал. Стояночный тормоз также был механическим и блокировал задние колёса посредством рычажного механизма. В 1924 году ножной тормоз подвергся модификации и стал также дополнительно воздействовать на передние колёса.
На автомобиль устанавливались колёса с деревянными спицами и стальными съёмными ободами. Покрышки различались в зависимости от модификации: так, например, модель «25/65 PS» оснащалась шинами из твёрдой резины размером 915 × 105 мм спереди и 935 × 135 мм сзади, «10/30 PS» — шинами 820 × 120 мм, а наиболее популярная «16/40 PS» (она же позже «16/45 PS» и «16/50 PS») — 820 × 120 мм, 820 × 135 мм или 825 × 150 мм.

## Участие в автоспорте

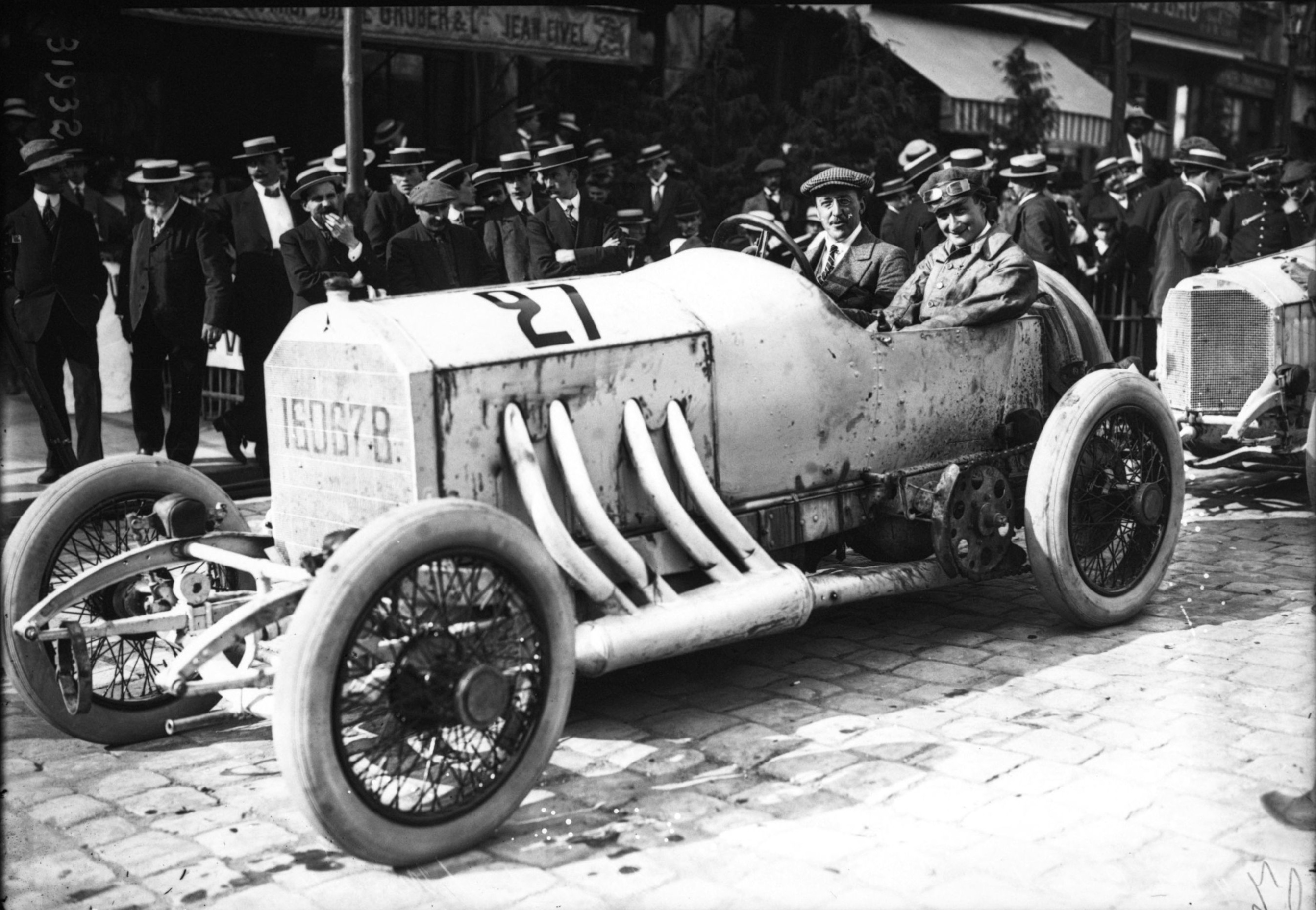
Леон Эльскамп за рулём «Мерседеса» во время гонок 1913 года

Автомобиль участвовал в гонках нечасто, тем не менее, ему удалось обратить на себя внимание. Он с некоторым успехом использовался в предвыборной кампании Теодором Пилеттом, бельгийским агентом марки Mercedes и протеже Камиля Женази по прозвищу «Красный дьявол». Пилетт занял первое место в туре царя Николая II 1910 года и в Спа-Неделе в 1912 году. А наибольшую известность модель Mercedes-Knight получила во время гонки 500 миль Индианаполиса 1913 года. Несмотря на то, что у его модели 16/45 PS был наименьший по рабочему объёму двигатель, Пилетту удалось финишировать пятым, при этом расход бензина оказался на удивление невысоким, в среднем один галлон на 20 миль пути. Кроме того, это был первый случай, когда автомобиль с двигателем конструкции Найта конкурировал в американских гонках, причём Пилетту удалось проехать все 500 миль лишь с одной остановкой по техническим причинам, только для того, чтобы отрегулировать карбюратор.
Бельгийский автогонщик Леон Эльскамп, находясь за рулём 45-сильной версии автомобиля Mercedes-Knight, одержал победу в Гран-при Бельгийского автомобильного клуба 1913 года со средней скоростью чуть менее 100 км/ч, преодолев расстояние в 381,6 км (237 миль). В августе 1913 года на Гран-при Франции в Ле-Мане Леон финишировал седьмым со временем в 5 часов 18 минут и 45 секунд.